# Catarina Camufal
Catarina Camufal, née le 30 mars 1980, est une joueuse angolaise de basket-ball.

## Palmarès
- Médaille d'argent aux Jeux africains de 2011
- Médaille de bronze aux Jeux africains de 2007